# بارنابي ميتشورات
بارنابي ميتشورات (بالألمانية: Barnaby Metschurat)‏ (و. 1974  م) هو ممثل أفلام، وممثل تلفزي ألماني، ولد في برلين.

## وصلات خارجية
- بارنابي ميتشورات على موقع IMDb (الإنجليزية)
- بارنابي ميتشورات على موقع مونزينجر (الألمانية)
- بارنابي ميتشورات على موقع قاعدة بيانات الأفلام العربية
- بارنابي ميتشورات على موقع ألو سيني (الفرنسية)
- بارنابي ميتشورات على موقع ميوزك برينز (الإنجليزية)
- بارنابي ميتشورات على موقع أول موفي (الإنجليزية)
- بارنابي ميتشورات على موقع قاعدة بيانات الأفلام السويدية (السويدية)
- بارنابي ميتشورات على موقع قاعدة بيانات الفيلم (الإنجليزية)
- بارنابي ميتشورات على موقع كينوبويسك (الروسية)